# 螢火蟲之墓 (2008年電影)
《螢火蟲之墓》是一部於2008年上映的日本真人電影，改編自野坂昭如的同名半自傳小說，並曾於1988年由吉卜力工作室改編為動畫電影。本片描述二次世界大戰末期，一對兄妹在空襲中失去雙親後，相依為命、努力求生的悲慘故事。
真人電影版原先敲定由黑木和雄來負責執導，但因黑木和雄於2006年中風逝世，便將原先擔任黑木和雄助手的日向寺太郎升任為導演。起先日向寺太郎因在意自己「沒親身體驗過戰爭」的緣故而拒絕，之後在其他人說服下才接下導演一職。
電影於2008年7月5日公開上映，劇中場景皆在兵庫縣拍攝，並以西脇市的黒田莊町一帶景物為主。

### 劇情
在神户大空袭中母亲身亡，任海军军官的父亲杳无音信。清太和小妹节子无奈下去远房亲戚家寄居。由于阿姨待他们很不好，清太被迫带着节子出走谋生，两人在郊区的防空洞里安家栖身。
然而战况不断恶化，兄妹俩失去了生活来源。因为营养失调，节子越来越瘦，清太竭尽全力守护妹妹。
最後在1945年8月15日，日本宣布无条件投降。战争结束了，成为孤儿的清太和节子的生命之火也犹如萤火虫的微光即将熄灭。

### 演員列表
- 清太：
- 节子：畠山彩奈
- 雪子（清太之母）：松田圣子
- 寡妇（清太的远亲）：松坂庆子
- 年轻時的寡妇：池脇千鹤
- 寡婦的兒子：荻原一樹
- 寡婦的女兒：矢部裕貴子
- 清太之父：高桥克明
- 本城君枝：千野弘美
- 本城雅夫：江藤润
- 本城和子：铃木米香
- 本城昭子：谷内里早
- 高山道彦：山中聪
- 西宮會長：原田芳雄
- 御影會長：長門裕之

### 製作人員
- 导演：日向寺太郎

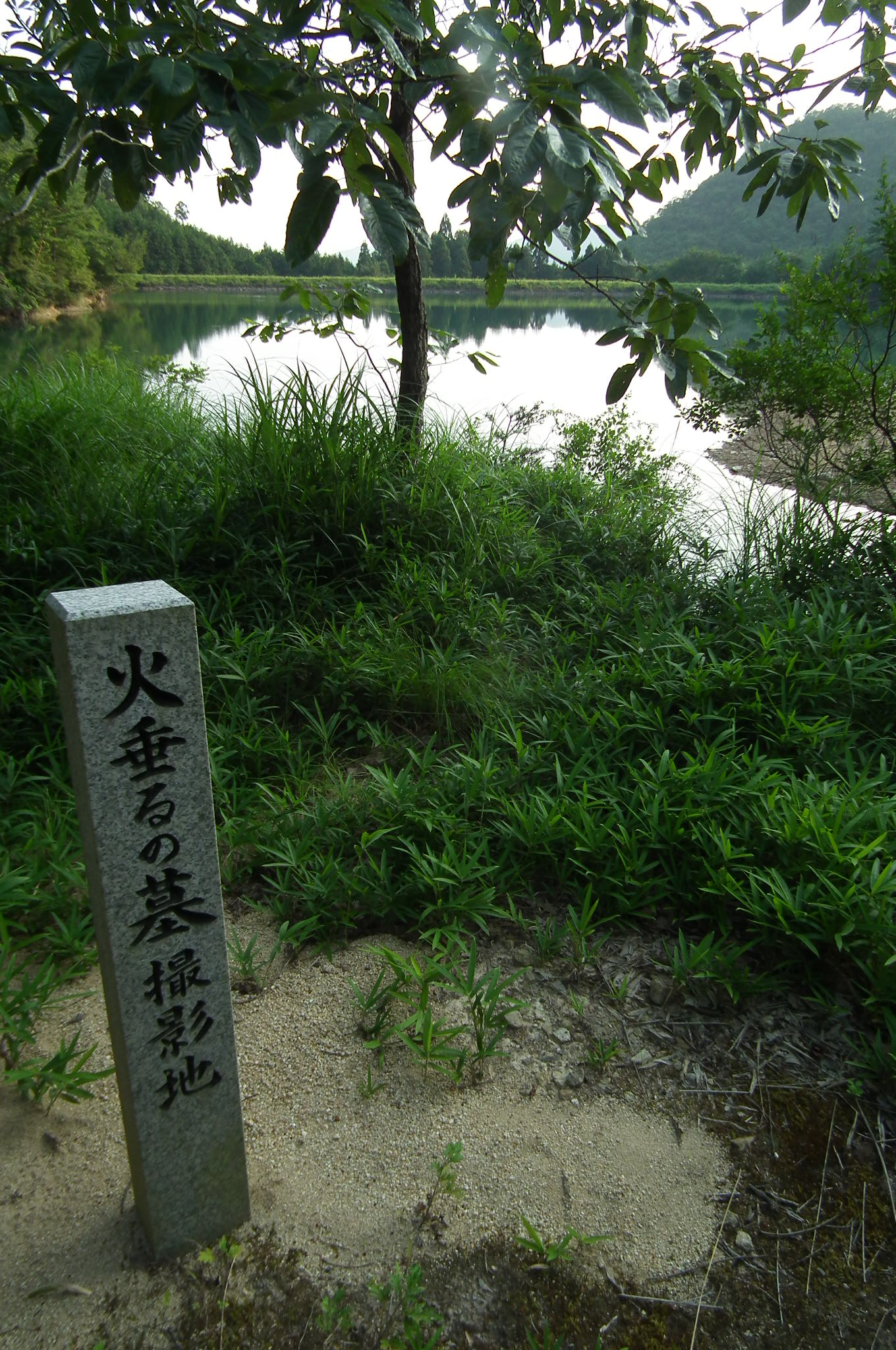
電影拍攝點立下的石碑

- 製作人：伊藤成人、河野聰、南條昭夫、磯田修一
- 製作：石川博、川城和實、桐畑敏春、久松猛朗、横倉信夫、鈴木渡（鈴木ワタル）
- 劇本：西岡琢也
- 音樂：Castle In The Air（谷川公子、渡邊香津美）
- 攝影：川上皓市
- 燈光：水野研一
- 錄音：久保田幸雄
- 美術指導：木村威夫
- 美術：中川理仁
- 編集：川島章正
- 演員髮型：小堺奈奈（小堺なな）
- 電影《螢火蟲之墓》合作廠商：萬代影視、Jolly Roger、PAL ENTERTAINMENTS PRODUCTION Inc、Tornado Film、佐久間糖果、波麗佳音、東京電視台、衛星劇場

## 外部連結
- 電影版日文官方網站
- 電影版台灣官方部落格 （页面存档备份，存于）